# Tizi N'Tleta
Tizi N'Tleta è un comune dell'Algeria, situato nella provincia di Tizi Ouzou.